# Jamie Cope
Jamie Cope (Longton, 12 de septiembre de 1985) es un jugador de snooker inglés, ya retirado del circuito profesional.

## Biografía
Nació en la localidad inglesa de Longton en 1985. Fue jugador profesional de snooker entre 2001 y 2017. No se proclamó campeón de ningún torneo de ranking, pero sí fue subcampeón del Grand Prix de 2006 (cayó en la final 5-9 contra Neil Robertson) y del Abierto de China de 2007 (también 5-9, esta vez contra Graeme Dott). Logró, asimismo, tejer tres tacadas máximas a lo largo de su carrera. Hubo de retirarse por una enfermedad hereditaria que le provocaba temblores.

### Tacadas máximas
| Núm. | Año  | Torneo                                              | Rival         | Ronda                  | Ref.  |
| ---- | ---- | --------------------------------------------------- | ------------- | ---------------------- | ----- |
| 1    | 2006 | Grand Prix                                          | Michael Holt  | fase de grupos         | [ 2 ] |
| 2    | 2008 | Masters de Shanghái                                 | Mark Williams | octavos de final       | [ 2 ] |
| 3    | 2011 | undécima cita del Players Tour Championship 2011-12 | Kurt Maflin   | dieciseisavos de final | [ 3 ] |